# Adat Jeschurun

Adat Jeschurun är en traditionell, ortodox synagoga i Stockholm.
Rabbin Mattias Amster är synagogans rabbin och har sin anställning genom Judiska Församlingen i Stockholm.
Interiören i synagogan kommer ursprungligen från en synagoga i Hamburg. Synagogan som sedan år 1885 var känd som Synagoge Bornstrasse, inrymde 80 herrplatser och 45 damplatser. Synagogan undgick att förstöras under Kristallnatten 1938, eftersom den låg i ett hyreshus. 
Den dåvarande överrabbinen i Hamburg, dr. Joseph Carlebach, sökte efter en möjlighet att snarast rädda undan synagogan till en tryggare tillvaro. Han kontaktade därför sin gode vän, direktör Hans Lehmann, en jude från Hamburg som hade flyttat till Stockholm, och frågade om denne var beredd att överta allt bohag från synagogan under förutsättning att man lyckades föra ut inventarierna ur Tyskland och ifall Lehmann i så fall vore beredd att stå för transportkostnaderna. Hans Lehmann lämnade omedelbart ett jakande svar.
Ansökan om exportlicens för "gammalt bohag och virke" lämnades in till de tyska myndigheterna. Dessa såg inte något hinder att utföra "gammalt skräp". Hans Lehmann samlade in tillräckligt mycket pengar för att hela synagogans interiör, bönböcker, den heliga arken, bänkarna med mera kunde skeppas till Sverige i mars 1939. 
Synagogan Adat Jeschurun startade sin verksamhet i Stockholm år 1940 på Linnégatan 20. Dess förste rabbin var rabbin Abraham Israel Jacobson som flytt från det Nazi-ockuperade Norge och innehade ämbetet i 15 år. Synagogan har sedan dess inrymts i ett flertal olika lokaler. I dag är synagogan inhyst i en lokal på Nybrogatan.